# Philonotula
Philonotula es un género de musgos hepáticas de la familia Bartramiaceae. Comprende 10 especies descritas y de estas, solo 8 aceptadas.

## Taxonomía
El género fue descrito por Georg Ernst Ludwig Hampe y publicado en Videnskabelige Meddelelser fra Dansk Naturhistorisk Forening i Kjøbenhavn 1877–1878: 258. 1877.  La especie tipo es: Philonotula curta Hampe. 

## Especies aceptadas
A continuación se brinda un listado de las especies del género Philonotula aceptadas hasta diciembre de 2014, ordenadas alfabéticamente. Para cada una se indica el nombre binomial seguido del autor, abreviado según las convenciones y usos.	
- Philonotula flexipes Müll. Hal.
- Philonotula guyabayana Schimp.
- Philonotula ligulatula (Müll. Hal.) Paris
- Philonotula reticulatum (Hook. f. & Wilson) Mitt.
- Philonotula runcinata (Müll. Hal. ex Ångstr.) Besch.
- Philonotula strictiuscula Müll. Hal.
- Philonotula tahitensis (Müll. Hal.) Besch.
- Philonotula vescoana Besch.